# Tom & Jerry in Guerra all'ultimo baffo
Tom & Jerry in Guerra all'ultimo baffo (Tom and Jerry in War of the Whiskers) è un videogioco picchiaduro sviluppato da VIS Entertainment, pubblicato da NewKidCo e distribuito da Warner Bros. Interactive Entertainment per PlayStation 2, GameCube e Xbox. È il sequel del videogioco Tom & Jerry in Per un pugno di pelo per Nintendo 64 e Microsoft Windows. La versione PlayStation 2 è stata distribuita in tutte le principali regioni mentre quelle per GameCube e Xbox sono uscite esclusivamente in Nord America. Il gioco ha ricevuto recensioni contrastanti da parte della critica, con punteggi di 63/100, 64/100 e 50/100 su Metacritic.

## Modalità di gioco
L'obiettivo del gioco è sconfiggere il proprio avversario in un determinato periodo di tempo e round. Esistono quattro tipi di modalità di gioco. La prima è Sfida, in cui il giocatore combatte un certo numero di personaggi (gli avversari sono i nemici del personaggio scelto, provenienti dai classici cartoni di Tom e Jerry) di cui il quinto ed ultimo avversario da mettere fuori combattimento è Monster Jerry, un Jerry più grande e mutante, o Robot Cat, un gatto robot. Un'altra modalità è Versus, dove si svolge un combattimento uno contro uno. Nella modalità Tag Battle invece un giocatore da solo o con un amico può dare il cambio al proprio tag team partner per alternarsi nel mentre che affronta il team avversario. Nella modalità gioco di squadra i 2 membri di ogni team combattono contemporaneamente in uno scontro 2 vs 2, senza dover quindi dare il cambio al proprio compagno di squadra.
Le quattro modalità di gioco sono giocatore singolo, contro, tag team e gioco di squadra. I nuovi personaggi vengono sbloccati se il giocatore vince contro il computer nella modalità Sfida. I personaggi disponibili sono: Tom, Jerry, Butch, Spike, Tyke, Robot Cat, Eagle, Lion, Nibbles, Monster Jerry e Duckling, i quali potranno utilizzare più di 75 armi per lottare. Possono essere sbloccati anche dei costumi aggiuntivi, i quali fungeranno semplicemente da variante estetica del personaggio. Sono presenti 12 ambienti distruttibili ambientati in vari luoghi: cucina, spiaggia, campo nevoso, nave da crociera, discarica, cantiere, mercato italiano, casa stregata, laboratorio di uno scienziato pazzo, città occidentale, castello, inferno e un ring da boxe.

## Sviluppo
Tom & Jerry in Guerra all'ultimo baffo è stato sviluppato da VIS Entertainment, pubblicato da NewKidCo e distribuito da Warner Bros. Interactive Entertainment. È il seguito di Tom & Jerry in Per un pugno di pelo. Il gioco era originariamente previsto per il primo trimestre del 2002, ma è stato posticipato fino al terzo trimestre dello stesso anno. È stato pubblicato per la prima volta per PlayStation 2 il 22 ottobre 2002 in Nord America, il 14 marzo 2003 in Europa ed infine il 29 gennaio 2004 in Giappone. Il gioco è stato convertito per GameCube il 4 gennaio 2003 e per Xbox il 25 novembre 2003.
Tutti i personaggi del gioco sono stati doppiati da Alan Marriott (Jerry, Tyke, Eagle, Lion, Nibbles e Duckling) e Marc Silk (Tom, Butch, Spike, Robot Cat e Monster Jerry).

## Accoglienza
Tom & Jerry in Guerra all'ultimo Baffo ha ricevuto recensioni "miste o medie" su tutte le piattaforme, secondo l'aggregatore di recensioni Metacritic.
In Giappone, Famitsū ha assegnato alla versione per PlayStation 2 un punteggio di due sei, un cinque e un quattro per un totale di 21 su 40.